# Elevador de cangilones

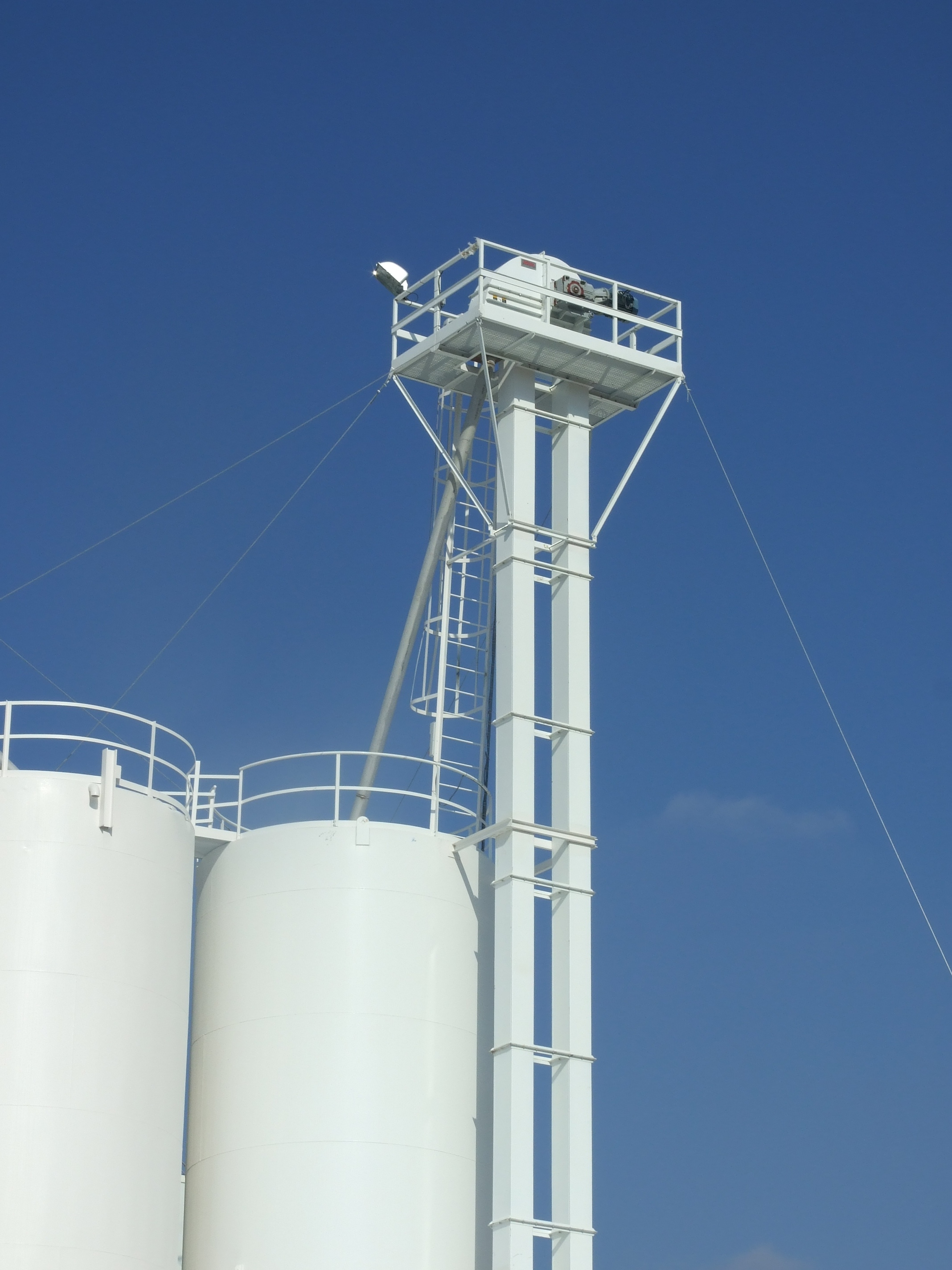
Elevador de cangilones

Un elevador de cangilones es un mecanismo que se emplea para el acarreo o manejo de materiales a granel verticalmente (como en el caso de granos, semillas, fertilizantes, minerales, etc.).
Sería el equivalente vertical de la cinta transportadora.

## Elementos
El elevador de cangilones consiste en:
1. Varios cangilones para transportar verticalmente el material a granel.
2. Una banda transportadora o cadena de transportadora para trasladar los cangilones.
3. Algún medio para dirigir el movimiento (motor-reductor).
4. Accesorios para llenar los cangilones y/o vaciar el producto, recibir el producto vaciado, mantener la tensión en el sistema y para el mantenimiento, así como sistemas de seguridad.

## Principios y operación
Un elevador de descarga centrífuga debe de ser vertical o inclinado. Los elevadores verticales dependen totalmente de la acción de la fuerza centrífuga para dirigir el material hacia el chute de descarga y debe de ser operado a una velocidad relativamente alta. Elevadores inclinados con cangilones muy separados o muy cercanos deben de llevar el chute de descarga bajo la polea conductora. Como éstos no dependen tanto de la fuerza centrífuga para hacer la descarga, la velocidad de operación puede ser menor.
Casi todos los elevadores con descarga centrífuga tienen cangilones espaciados con fondos redondeados y toman el producto de una fosa o una pila de material en la polea conducida.
Los cangilones también pueden ser triangulares en secciones transversales e instalados muy cercanos unos de otros con un claro muy pequeño entre cada uno, conocido como "elevador de cangilones continuo" y su principal aplicación es la del manejo de materiales difíciles de transportar a una baja velocidad.
Los primeros elevadores de cangilones fabricados utilizaban cadenas planas con cangilones metálicos espaciados a pocas pulgadas. Hoy en día en su mayoría son utilizadas bandas de hule con cangilones plásticos. Se utilizan también poleas de varios pies de diámetro tanto en el extremo superior y el inferior. La polea superior o "polea conducida" es puesta en marcha por medio de un motor eléctrico.
Un dispositivo con un principio similar pero con escalones planos es la escalera eléctrica para humanos o algunos dispositivos instalados en los estacionamientos para el transporte de los empleados.
- Datos: Q647146
- Multimedia: Bucket elevators / Q647146